# كاسبر هاسلر
كاسبر هاسلر (بالألمانية: Kasper Hassler)‏ هو ملحن ألماني، ولد في 17 أغسطس 1562، وتوفي في 21 يونيو 1618.

## وصلات خارجية
- كاسبر هاسلر على موقع ميوزك برينز (الإنجليزية)
- كاسبر هاسلر على موقع ديسكوغز (الإنجليزية)